# Deljorom
Deljorom est le nom d'un cultivar de pommier domestique. Il est aussi connu sous le nom commercial Delbartardive.

## Origine.
Création de l'entreprise française Delbard.

## Description
Pomme de grande tradition à longue conservation
- Peau: rouge.

## Pollinisation.
- Floraison: tardive
- Pollinisateurs: Royal Gala, Harmonie, Delbardivine.

## Culture.
- Productivité forte et régulière[1].
- porte-greffe:
  - M26 pour une forme espalier à 4 branches.
- Maturité: fin octobre
- Consommation: de novembre à mars